# Top Secret!
Top Secret! (también conocida como Super secreto en Hispanoamérica) es una película estadounidense filmada en 1984, interpretada por Val Kilmer (en su primer largometraje), Lucy Gutteridge, Omar Sharif, Peter Cushing, Michael Gough y Jeremy Kemp, y dirigida por David Zucker, Jim Abrahams y Jerry Zucker.
La película es una parodia de los musicales protagonizados por Elvis Presley y las películas de espías de la época de la Segunda Guerra Mundial.

## Argumento
Cuenta la historia de Nick Rivers (Kilmer), un cantante de rock (cuyas canciones suenan sospechosamente parecidas a las de Elvis Presley, The Beach Boys y Little Richard), que va a Alemania Oriental para participar en un festival cultural (curiosamente Alemania Oriental todavía parece estar controlada por los nazis y bajo ataque de la Resistencia francesa). Mientras tanto, Rivers se pone en contacto con la Resistencia y ayuda a la bella Hillary Flammond (Gutteridge) en el rescate de su padre (Gough), un brillante científico que está en manos de los alemanes y al que obligan a construir la mortal mina Polaris.
La película también cuenta con breves actuaciones de Omar Sharif, como el agente Cedric, y Peter Cushing, como el sueco dueño de una librería, en una escena filmada completamente en sentido inverso.

## Reparto
- Val Kilmer, como Nick Rivers.
- Lucy Gutteridge, como Hillary Flammond.
- Michael Gough, como Dr. Flammond, padre de Hillary.
- Peter Cushing, como propietario de la librería.
- Jeremy Kemp, como General Streck.
- Christopher Villiers, como Nigel «La Antorcha», líder de la Resistencia.
- Warren Clarke, como Coronel Von Horst.
- Harry Ditson, como Du Quois, miembro de la Resistencia.
- Jim Carter, como Déjà Vu, miembro de la Resistencia.
- Eddie Tagoe, como Chocolate Mousse, miembro de la Resistencia.
- Dimitri Andreas, como Latrine, miembro de la Resistencia.
- Omar Sharif, como Agente Cedric.
- Billy J. Mitchell, como Martin.

## Producción
Tras el gran éxito de Airplane! el equipo ZAZ lo intentó de nuevo con la serie de televisión Police Squad! que fue un fracaso.
David Zucker:
Eramos fans de las películas en blanco y negro sobre la Segunda Guerra Mundial. Pero eso no era suficiente, queríamos hacerla contemporánea. Ese fue el concepto de ‘Top Secret!’: no necesitaba ser realista, tendría un alto grado de locura – incluso el tema que habiamos elegido era bastante loco, un híbrido entre los musicales de Elvis y las películas de espias.
Además del trío ZAZ contaron para el guion con Martyn Burke. "Si no fuese por Martyn nunca habriamos acabado," dijo Jerry Zucker.
El presupuesto del film fue de $8,5 millones, su antecesor Airplane! solo costó $3,2.

### Casting
Kilmer fue contratado después de verle en la obra teatral Slab Boys con Sean Penn y Kevin Bacon. Val triunfó en la prueba presentándose vestido como Elvis Presley. "Me gusta pensar que es el tipo de papel que Elvis nunca pudo tener, aunque debió hacerlo", afirmó Abrahams.
Gutteridge, la valiente resistente hija del científico, había trabajado en la Royal Shakespeare Company.
A diferencia de Airplane!, el filme no está lleno de cameos. "Ya habíamos hecho eso y no queríamos repetirnos" dijo Zucker.

### Rodaje
La película se filmó en el verano de 1983 y se hizo en diferentes lugares de Inglaterra como Middlesex, Northamptonshire, Cambridgeshire, Cornualles y los estudios Pinewood en Cambridgeshire.

## Banda sonora
| N.º | Título | Escritor(es)                                         | Artista    | Duración |  |
| 1.  | «Skeet Surfing» (Parody mix based on Little Honda, Surfin' U.S.A., Fun, Fun, Fun, California Girls, and Hawaii) | Brian Wilson, Mike Love, Chuck Berry                 | Val Kilmer | 2:58     |  |
| 2.  | «Are You Lonesome Tonight?»                                                                                     | Lou Handman, Roy Turk                                | Val Kilmer | 1:32     |  |
| 3.  | «How Silly Can You Get»                                                                                         | Phil Pickett                                         | Val Kilmer | 2:48     |  |
| 4.  | «Straighten Out the Rug»                                                                                        | Paul Hudson                                          | Val Kilmer | 2:56     |  |
| 5.  | «Tutti Frutti»                                                                                                  | Dorothy LaBostrie, Little Richard                    | Val Kilmer | 1:38     |  |
| 6.  | «Spend This Night With Me»                                                                                      | David Zucker, Jerry Zucker, Jim Abrahams, Mike Moran | Val Kilmer | 3:26     |  |

## Estreno
Al principio se pensó en estrenar el 8 de junio de 1984, pero al final se postergó y se estrenó el 22 de junio de 1984.

## Recepción
La obra cinematográfica fue un éxito de taquilla, aunque menor que su antecesora Airplane!, y también tuvo críticas muy positivas.
En Rotten Tomatoes, Top Secret! tiene un 76%. Roger Ebert le dio un 3.5 de 4 y aplaudió su destornillante humor." "Weird Al" Yankovic la considera su película favorita de todos los tiempos.